# Paulo Victor
Paulo Victor Mileo Vidotti, genannt Paulo Victor, (* 12. Januar 1987 in Assis) ist ein brasilianischer Fußballspieler. Der Torwart ist auch im Besitz der italienischen Staatsbürgerschaft.

## Karriere
Er begann seine Laufbahn in seiner Heimatstadt bei CA Assisense und wechselte mit 17 in die Jugendabteilung des CR Flamengo. Bei diesem schaffte der Spieler 2005 auch den Sprung in den Profikader. Er musste sich zunächst als Reservetorwart begnügen. Sein erstes Ligaspiel bestritt er am letzten Spieltag der Série A 2010 am 5. Dezember im Auswärtsspiel gegen den FC Santos. Seinen ersten Auftritt auf internationaler Klubebene hatte Paulo Victor in der Copa Sudamericana 2011 am 26. Oktober gegen CF Universidad de Chile. Sein größter Erfolg war 2013 der Gewinn des brasilianischen Pokals. 2014 setzte er sich bei Flamengo als Stammtorhüter durch, verlor diesen Platz aber Mitte der Série A 2016 an Alex Muralha.
Im Januar 2017 wechselte Paulo Victor auf Leihbasis zum Gaziantepspor in die Türkei. Die Leihe wurde bis Mitte 2018 befristet. Der Vertrag enthält eine Kaufoption zum Ende des Leihgeschäftes. Eine Ablöse wurde nicht gezahlt, Gaziantepspor übernahm dafür die Gehaltszahlungen in voller Höhe. Sein Debüt für Gaziantepspor in der Süper Lig gab Paulo Victor am 29. Januar 2017 gegen Trabzonspor. In dem Spiel kassierte er vier Tore. Bereits im Juli 2017 kehrte Paulo Victor nach Brasilien zurück. Er erhielt einen neuen Vertrag beim Grêmio FBPA. Mit dem Klub konnte er 2017 die Copa Libertadores gewinnen.
Anfang August 2021 löste Paulo Victor seinen Vertrag mit Grêmio auf und unterschrieb drei Tage später bei Marítimo Funchal in Portugal. Nach Beendigung der Primeira Liga 2021/22 verließ er den Klub wieder. Er ging nach Saudi-Arabien, wo er bei al-Ettifaq unterschrieb. Seinen Einstand für den Klub gab er am 26. August 2022 im Heimspiel gegen den al-Tai FC. Nach zwei Spielzeiten als Stammtorhüter wurde er in der Ligasaison 2023/24 nicht mal mehr als Reservespieler berücksichtigt. Lediglich im Pokalwettbewerb trat er zwei Mal an. Er wechselte zur Folgesaison 2024/25 zum al-Rayyan SC nach Katar. Beim Klub wurde er in der Liga nicht eingesetzt, dafür aber in der AFC Champions League Elite 2024/25.

## Trivia
Sein Vater Gesué Sebastião Vidotti und sein Bruder Marcello Victor Mileo Vidotti sind ebenfalls Fußballspieler.

## Erfolge
Flamengo
- Taça Guanabara: 2011, 2014
- Staatsmeisterschaft von Rio de Janeiro: 2011, 2014
- Taça Rio: 2011
- Copa do Brasil: 2013

Grêmio
- Copa Libertadores: 2017
- Recopa Sudamericana: 2018
- Staatsmeisterschaft von Rio Grande do Sul: 2018, 2019, 2020, 2021